# Mark Todd
Sir Mark James Todd KNZM, CBE (Cambridge, 2 de março de 1956) é um ginete de elite neozelandês, notável por seus títulos e desportividade ao CCE, foi votado pela FEI, o ginete do século XX. Mark Todd é bicampeão olímpico do CCE.

## Carreira
Mark Todd representou seu país nos Jogos Olímpicos de 1984, 1988, 1992, 1996, 2000, 2004, 2008 e 2012, na qual conquistou no CCE individual a medalha de ouro, em 1984 e 1988. 